# 왕광한
왕광한(王廣漢, ? ~ 기원전 41년)은 전한 후기의 제후이다.

## 생애
초원 5년(기원전 44년), 아버지 왕정의 뒤를 이어 신성후(信成侯)에 봉해졌다.
신성후 광한 3년 즉 영광 3년(기원전 41년)에 죽었고, 후사가 없어 봉국이 폐지되었다.

## 출전
- 반고, 《한서》 권17 경무소선원성공신표